# Thumbshot
Thumbshot （サムショット） は、ウェブサイトの画面イメージを縮小表示したサムネイル画像のこと。縮小サイズは横120ピクセル、縦90ピクセルが一般的。

## Open Thumbshots
Open Thumbshots は、Open Directory Projectのウェブディレクトリに掲載されているウェブサイトのサムショット配布サイト。
このような表示方法は、ODPが立ち上げられた1998年当時ではインターネットの一般加入者の回線速度が遅かったため、実用的ではなかった。しかし、回線速度の高速化により、このようにカスタマイズすることがむしろ一般の利用者にも歓迎されるようになった。
- 日本語がトップページになっているもの
- 日本語だけのもの
- 日本語の特定カテゴリのもの

でも、利用されている。